# Jan III van Chalon-Arlay
Jan III van Chalon († Parijs, 2 september 1418), heer van Arlay en Cerlier, was de eerste prins van Oranje uit het geslacht Chalon.
Hij was een zoon van Lodewijk I van Chalon-Arlay, heer van Arguel en Cuiseaux en Margaretha van Vienne.
Hij volgde in 1388 zijn oom Hugo II op als heer van Arlay en huwde in 1388 met Marie van Baux, het enige kind van Raymond V van Les Baux, prins van Orange en Jehanne van Genevois. Nadat zijn schoonvader in 1393 overleed, erfde Jan het prinsdom Oranje. Hun zoon Lodewijk zou hem opvolgen en hun dochter Maria huwde met Jan van Freiburg, graaf van Neuchâtel.